# Andrenosoma jenisi
Andrenosoma jenisi är en tvåvingeart som beskrevs av Kovar och Hradsky 1996. Andrenosoma jenisi ingår i släktet Andrenosoma och familjen rovflugor. Inga underarter finns listade i Catalogue of Life.